# Nationalistische Partij van Vietnam
De Nationalistische of Nationale Partij van Vietnam (Vietnamees: Việt Nam Quốc Dân Đảng, VNQDD), bekend als de Vietnamese Kwomintang, was een politieke nationalistische en democratisch socialistische partij in Vietnam die in 1927 was opgericht.

## Geschiedenis
De VNQDD werd op 27 december 1927 opgericht door een groep studenten onder leiding van Nguyen Thai Hoc. De Chinese benaming van de partij was de Vietnamese Kwomintang. De VNQDD nam de officiële ideologie van de Chinese Kwomintang, de drie principes van het volk, als politieke leer over en de partij ontving vanaf 1930 financiële steun van de Chinese partij en een aantal militante leden kreeg een militaire opleiding in China. De VNQDD was fel gekant tegen de Franse aanwezigheid in Vietnam. In 1929 was de VNQDD verantwoordelijk voor de moordaanslag op Alfred François Bazin, de Franse toezichthouder op de rekrutering van koelies voor arbeid op Franse plantages in Cochin-China en andere delen van het Franse koloniale rijk. De Franse koloniale overheid sloeg keihard terug en wist de VNQDD ernstig te verzwakken. Nguyen Văn Viên, die direct verantwoordelijk werd gehouden voor de aanslag werd gevangengenomen en pleegde tijdens zijn gevangschap zelfmoord. Hoewel danig verzwakt, wist de VNQDD zich in de daaropvolgende jaren weer te herstellen. In 1930 was de VNQDD betrokken bij de Yên Bái muiterij waarbij Vietnamese soldaten hun officieren om het leven brachten en op die manier hoopten andere Vietnamese soldaten te inspireren om in opstand te komen tegen de Fransen. Dit alles liep echter uit op een grote mislukking. Nguyen Thai Hoc en 39 andere verdachten werden door de rechtbank in Hanoi ter dood veroordeeld voor hun aandeel in de opstand en op 17 juni 1930 door een guillotine onthoofd. De meeste leden van de VNQDD verlieten de partij en sloten zich aan bij de Indochinese Communistische Partij, een ander deel dook onder en weer een andere groep ging in ballingschap in China. 
Na de Japanse capitulatie in augustus 1945 keerde de VNQDD terug op het politieke toneel. De aanvankelijke samenwerking met de Viet Minh van Ho Chi Minh binnen de regering van de Democratische Republiek Vietnam liep al snel vast (1946). Bij de terugkeer van de Fransen vochten VNQDD strijders zowel tegen de Fransen als de Viet Minh. Al gauw bleek de Viet Minh de grotere vijand van VNQDD en werd er verder af gezien van een militaire confrontatie met de Fransen. In het zuidelijke deel van Vietnam, dat in 1949 een vorm van zelfstandigheid verkreeg binnen de Franse Unie, wist de VNQDD als legale partij politieke activiteiten te ontplooien. Bij de stichting van de Republiek (Zuid-)Vietnam en de Democratische Republiek (Noord-)Vietnam in 1954 vestigden zich een groot aantal VNQDD sympathisanten uit het noordelijke, communistische, deel zich in het zuidelijke deel van Vietnam. De VNQDD stond echter op gespannen voet met de regering van president Ngo Dinh Diem (1954-1963) en leden van de VNQDD waren betrokken bij ten minste twee couppogingen tegen de president. Na de geslaagde staatsgreep van 1963 waarbij Diem om het leven kwam, werd de VNQDD opgenomen in de Zuid-Vietnamese regering. 
Onder druk van president Nguyen Van Thieu sloot de VNQDD zich in 1969 met andere partijen aan bij het nieuwe Nationaal Sociaal-Democratisch Front. Na de verovering van Zuid-Vietnam door de communistische Viet Cong in 1975 werd de VNQDD verboden. Een relatief groot aantal voormalige VNQDD-leden bevindt zich in ballingschap in de Verenigde Staten van Amerika.